# Vila Menck

Vista aérea do bairro Vila Menk

Localização do Vila Menk em Osasco

Vila Menk  é um bairro localizado no município de  Osasco, São Paulo, Brasil.
O seu nome se dá em homenagem para Antônio Menk. Cidadão que lutou pela emancipação de Osasco.

## Principais vias
- Rua Itapevi
- Rua Diadema
- Avenida Presidente Médici
- Avenida Doutor Alberto Jackson Byington
- Rua Coronel Joaquim D’Ávila
- Avenida Oswaldo Costa
- Rua Moacir Salles D’Avila
- Rua Vera Salles D'Avila
- Rua São Bernardo do Campo
- Rua Nair Luciola Rodrigues
- Rua João Emídio Ferrera       *Rua Luiza Rossini Tirola